# Gliese 11
Gliese 11 is een type M hoofdreeksster in het sterrenbeeld Cepheus op 64 lichtjaar van de Zon. De ster heeft een baan snelheid rond het galactisch centrum van 73,6 km/s.